# Латиф-Заде, Алишер Джураевич
Алише́р Джура́евич Лати́ф-Заде́ (род. 2 июня 1962, Душанбе) — советско-американский композитор и педагог.

## Биография
В 1980 г., окончив Среднюю специальную музыкальную школу по классу скрипки и теории музыки, поступил в Московскую консерваторию им. П. И. Чайковского; его педагогами по композиции, гармонии и оркестровке были профессора А. И. Пирумов, Ю. Н. Холопов, К. С. Хачатурян.
В 1985 г., по окончании консерватории, был принят в Союз композиторов Таджикистана и Союз композиторов СССР. Преподавал в Государственной консерватории Узбекистана (1993—2003) и Казахской национальной консерватории им. Курмангазы (2003—2004).
В мае 2004 г. в США получил статус «Музыкант с выдающимися способностями», живёт и работает в Нью-Йорке. Занимается творческой и педагогической деятельностью. Участник Международных музыкальных фестивалей в России, Германии, Франции, Казахстане, Узбекистане, Кыргызстане и Таджикистане, включая Институт развития межкультурных отношений через искусства (Шартре, Франция), а также международного проекта «Шёлковый путь» под руководством виолончелиста Йо-Йо Ма.
Среди учеников и студентов — выпускники Консерваторий и Джульярдской школы, Хантер Колледжа (Манхеттен), Санкт-Петербурга и Алма-Аты, работающие в США, Швеции, Китае, России и Казахстане.
Член Союза композиторов Узбекистана (с 1996) и России (с 2000), ASCAP, Американского общества композиторов, авторов и издателей (с 2000), Национальной ассоциации композиторов США (NACUSA; с 2005). Почётный член кафедры культурологии Российско-таджикского (славянского) университета (с 2004); Международной Королевской академии объединённых наций (с 2007).

## Творчество
Пишет музыку в разных жанрах и стилях, проявляя тенденцию к объединению восточной, западной, классической и джазовой музыки. В основе многих его произведений лежит народная мелодия и ритм.
Произведения А.Латиф-Заде исполняются в странах Европы, Азии, Америки, в Японии.
Имеет ряд изданных сочинений, учебников, методик.

## Награды и признание
- Серебряная медаль Первенства Таджикистана по Дзюдо (1980) Душанбе.
- Диплом Всесоюзного конкурса композиторов (1983) Москва.
- Почётные грамоты и дипломы США, России, Казахстана, Кыргызстана, Республики Таджикистан (1986—2011)
- Письмо благодарности от Посла США в Республике Узбекистан (2003) — за вклад в сближения культур США и Республики Узбекистан.Ташкент.
- Диплом финалиста международного конкурса (2013) — за «Свисток Б. Франклина» Вирджиния. США.
- Сертификат Кембриджа «Ведущий профессионал мира» от International Bibliographical Center (2013). Англия.